# Eupithecia divinula
Eupithecia divinula là một loài bướm đêm trong họ Geometridae.